# クリミア・プラットフォーム
クリミアプラットフォーム（ウクライナ語: Кримська платформа, 英語: Crimea Platform, クリミア・タタール語: Qırım platforması）は、ウクライナとその大統領、ウォロディミル・ゼレンスキーの外交イニシアチブ。2021年8月23日の会議で始動され包括的なアプローチを強く求めている国際的枠組である。ロシアによって2014年に併合された南部クリミア半島の奪還を求める国際プラットフォーム。
大統領は、ドンバスの平和とクリミアの脱占領は、重要な優先課題だと強調し、「残念ながら、ノルマンディ・フォーマットの議題にはクリミア問題はなかった。しかし、クリミア問題は、これまでも今も今後も、私たちの議題であり続ける。クリミアが占領され、ウクライナ人やクリミア・タタール人が恒常的な迫害を受け続けている限り、世界はクリミアを忘れてはならない」と強調した。
その上で大統領は、ブダペスト覚書の安全保証について話すだけでは領土は帰ってこないとし、「私たちは、（返還のための）新しい効果的手段を模索している。クリミア問題を国際議題に押し戻すためだ。私たちは、『クリミア・プラットフォーム』というフォーマットを作っている。同プラットフォームは、クリミア住民の人権と半島脱占領のための国際的努力を調整するものだ。私は、すでに欧州連合（EU）、英国、カナダ、トルコ、その他のパートナーとこのイニシアティブについて協議した。その内の多くが、積極的に参加する準備がある」と伝えた。

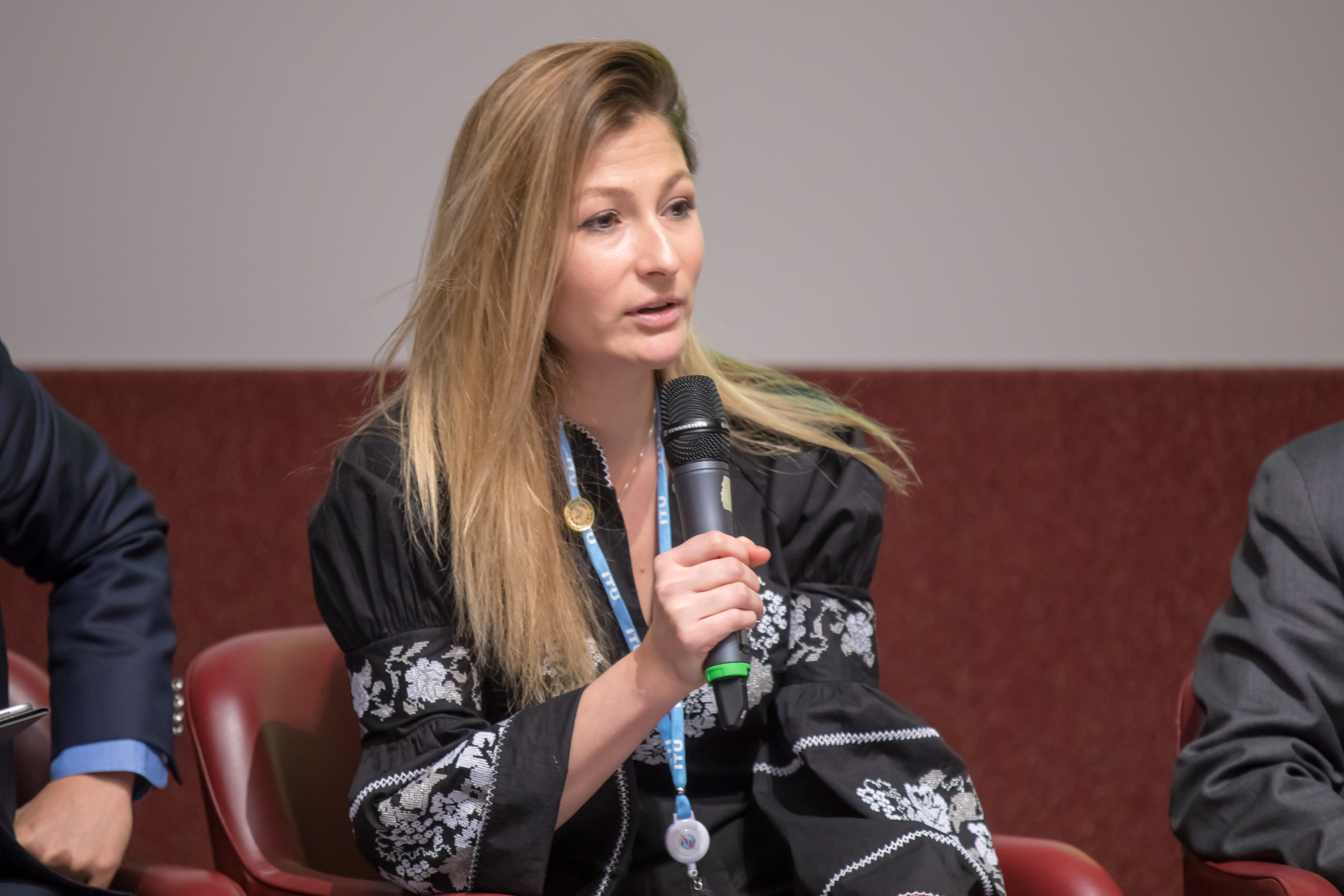
ウクライナ外務次官エミネ・ジェパルはクリミア・プラットフォームを積極的に推進

## 交渉のトピック、フォーマット
ドミトロ・クレーバ外相は、クリミアプラットフォーム交渉プラットフォームに期待される5つの優先事項を特定した。

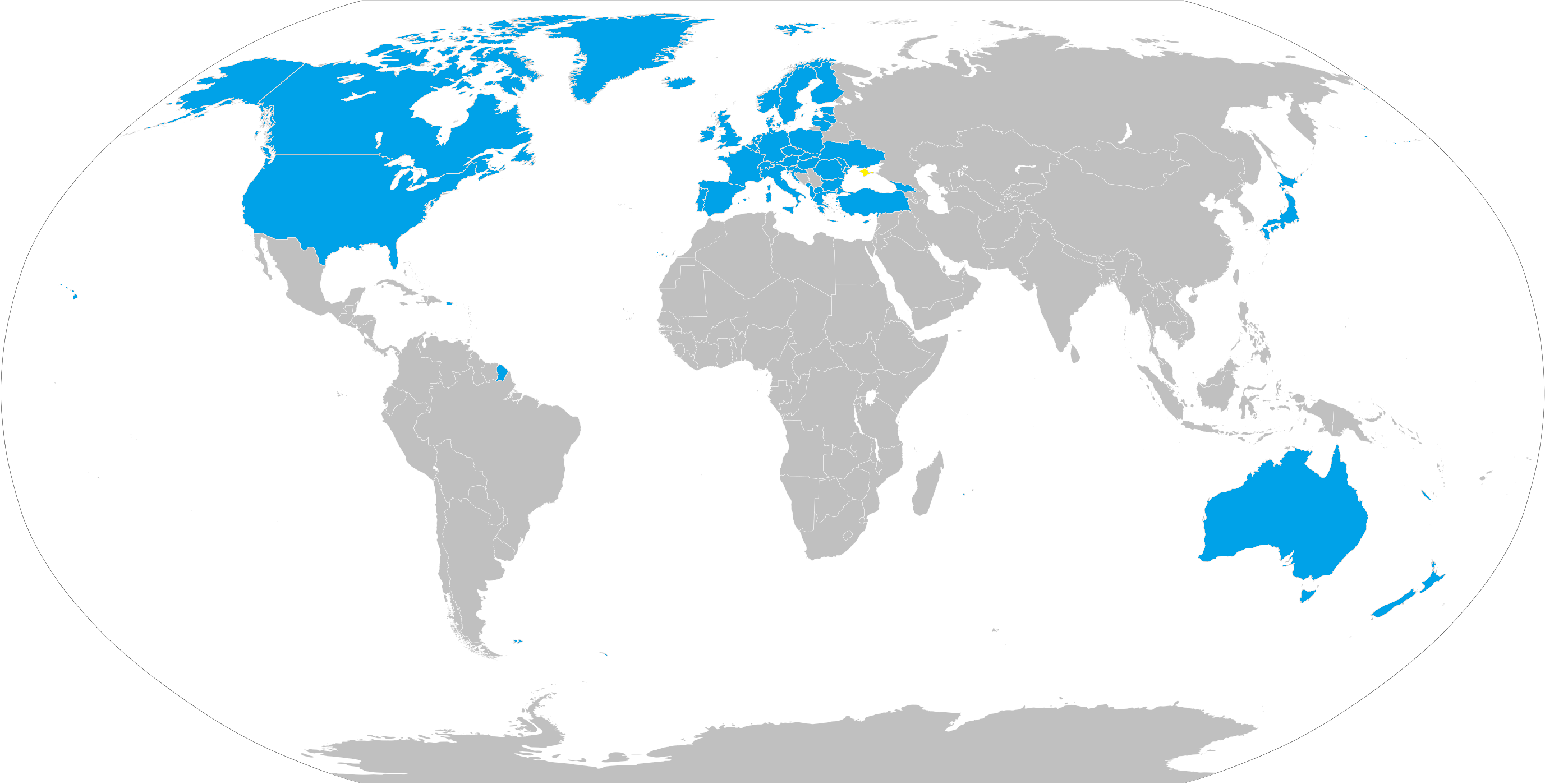
クリミアプラットフォームの参加者の地図

### G7加盟国
- カナダ - George Furey元老院議長
- フランス - ジャン＝イヴ・ル・ドリアン外務大臣
- ドイツ - ペーター・アルトマイヤー連邦経済エネルギー大臣
- イタリア - Benedetto Della Vedova外務大臣
- 日本 - 倉井高志（英語版）駐ウクライナ大使
- イギリス - Minister for Europe and America Wendy Morton
- アメリカ合衆国 - ジェニファー・グランホルムエネルギー長官

### 他の参加者
- Latvia-エギルス・レヴィッツ[3]
- Lithuania-ギタナスナウセダ[4]
- Estonia-ケルスティ・カリユライド[5]
- Poland-アンジェイ・ドゥダ[6]
- Slovakia-エドゥアルド・ヘーガー首相
- Hungary-アーデル・ヤーノシュ大統領
- Moldova-マイアサンドゥ[7] [8]
- Slovenia-ボルト・パホル大統領
- Finland-サウリ・ニーニスト大統領
- Romania-フロリン・クツ首相
- Georgia-イラクリガリバシビリ[9] [10]
- Croatia-アンドレイ・プレンコビッチ首相
- Sweden-ステファン・ロベーン[11]
- Switzerland-オーストリア国民議会議長AndreasAebi
- Czech Republic-チェコ共和国上院議長ミロシュ・ビストルチル
- Turkey-メブリュトチャブシュオル外相
- Spain-EU事務局長フアンゴンサレス-バルバペラ
- Israel
- Belgium-ソフィーウィルメス外相
- Luxembourg-ジャン・アッセルボルン外相
- Austria-アレクサンダーシャレンベルク外相
- Netherlands-貿易開発大臣Tomde Bruijn
- Ireland-サイモン・コヴェニー外相
- Denmark
- Bulgaria-スヴェトラン・ストエフ外相
- Montenegro-外務大臣ジョージラドゥロビッチ
- North Macedonia-ブヤルオスマニ外相
- Portugal-外務大臣JoãoGomesCravinho
- Norway-外務省国務長官AudunHalvorsen
- New Zealand-Si'aleivanToor大使
- Malta-ゴッドウィンモンタナロ大使
- Australia-ブルース・エドワーズ大使
- Cyprus-ルイス・テレマコス大使
- Greece-ヴァシリオスボルノワ大使
- Iceland-EidunAtlason大使
- Albania-オルタ・ジャチカ外相
- NATOミルチャ・ジョアナ副事務総長
- European Union（欧州理事会）-シャルル・ミシェル大統領
- European Union（欧州委員会）-ヴァルディス・ドンブロウスキス副委員長
- Template:Country data Council of Europe-マリヤ・ペイチノビッチ事務局長
- GUAM-事務総長AltayƏfəndiyev

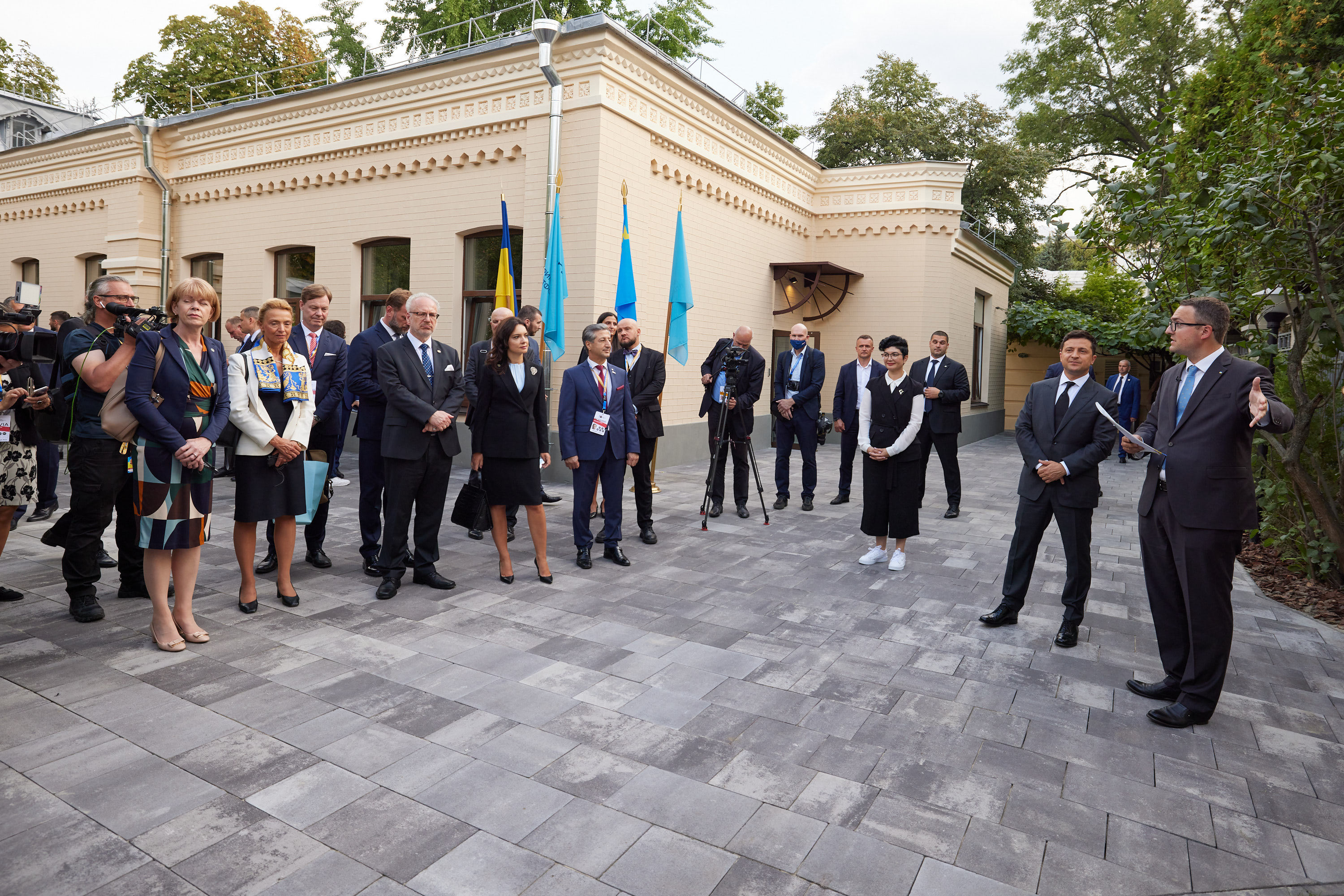
クリミアプラットフォームの事務局の開設